# Trisha Fallon
Pour les articles homonymes, voir Fallon.
Trisha Fallon, née le  23 juillet 1972 à Geelong, est une joueuse australienne de basket-ball

## Club

### WNBA
- 1999 Lynx du Minnesota
- Mercury de Phoenix

### Autres
- Sydney Uni Flames
- Ros Casares Valence

## Palmarès

### Sélection nationale
- Jeux olympiques d'été
  -  Médaille d'argent des jeux 2004 d'Athènes
  -  Médaille d'argent des jeux 2000 de Sydney
  -  Médaille de bronze des jeux 1996 d'Atlanta

### Distinction personnelle
- draftée en 19e position par le Lynx du Minnesota en